# Пивоварня «Микуличин»
Броварня «Микуличин» побудована 2002 року в селі Микуличин. Вариться пиво в натуральний спосіб під власною торговою маркою пиво Гуцульське.

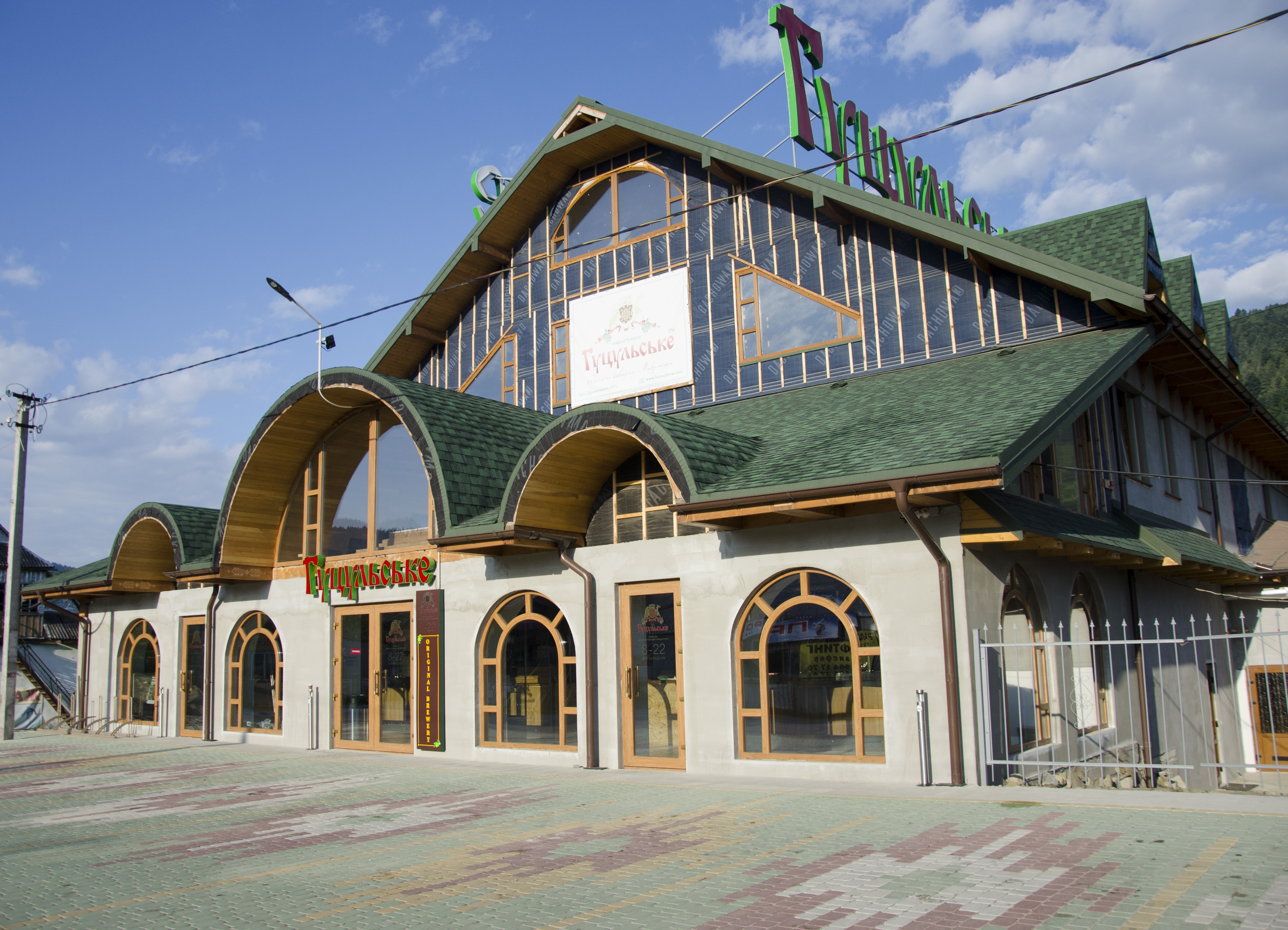
Фасад броварні

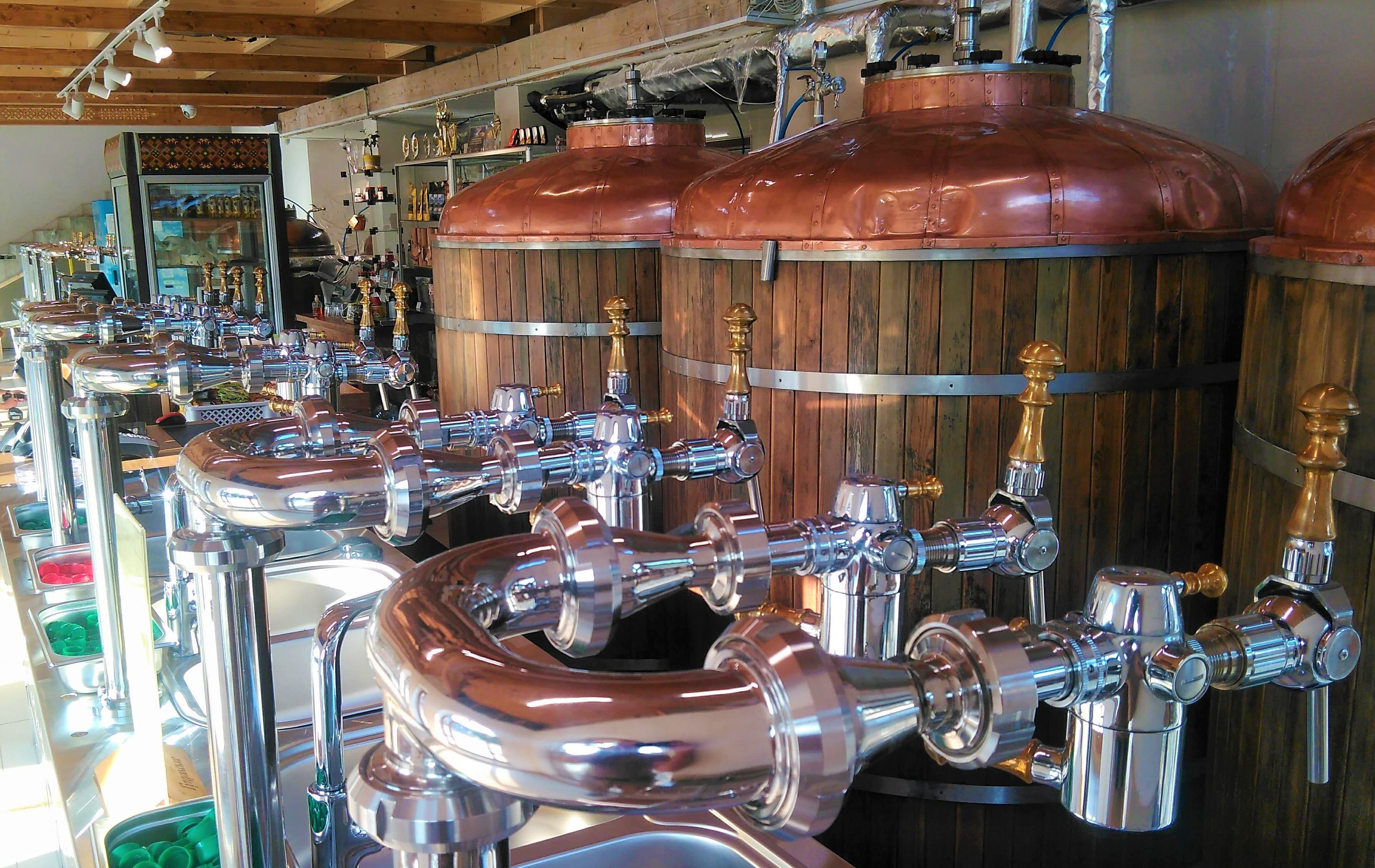
Крамниця броварні

Технологія варіння пива передбачає використання сировини виключно натурального походження. Для виготовлення пива на виробництві використовується чотири сорти солоду пивоварного, два типи хмелю, дріжджі низового бродіння (Saccaromyces carlsbergensis), Карпатська джерельна вода[джерело?].

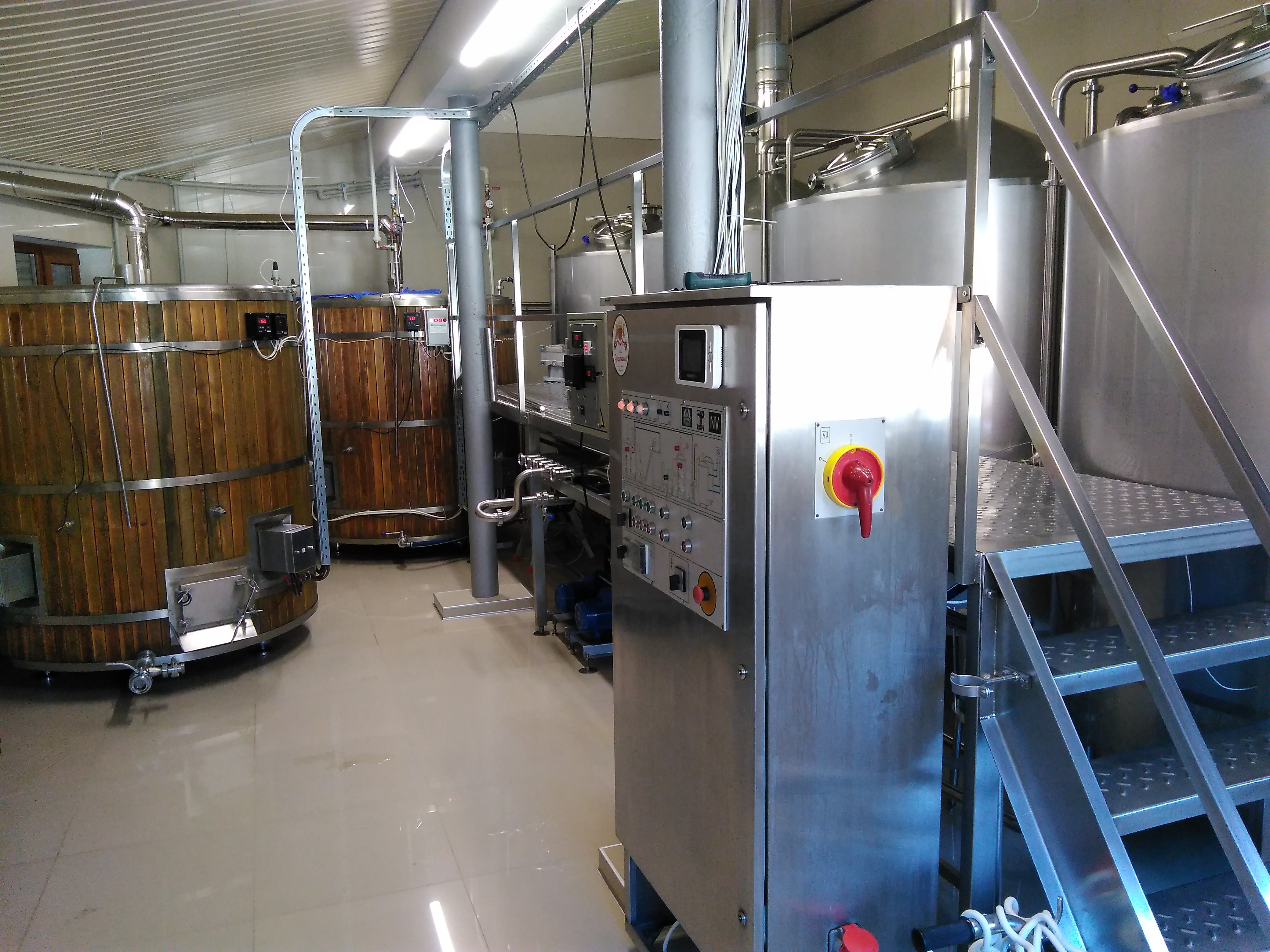
Варильне відділення

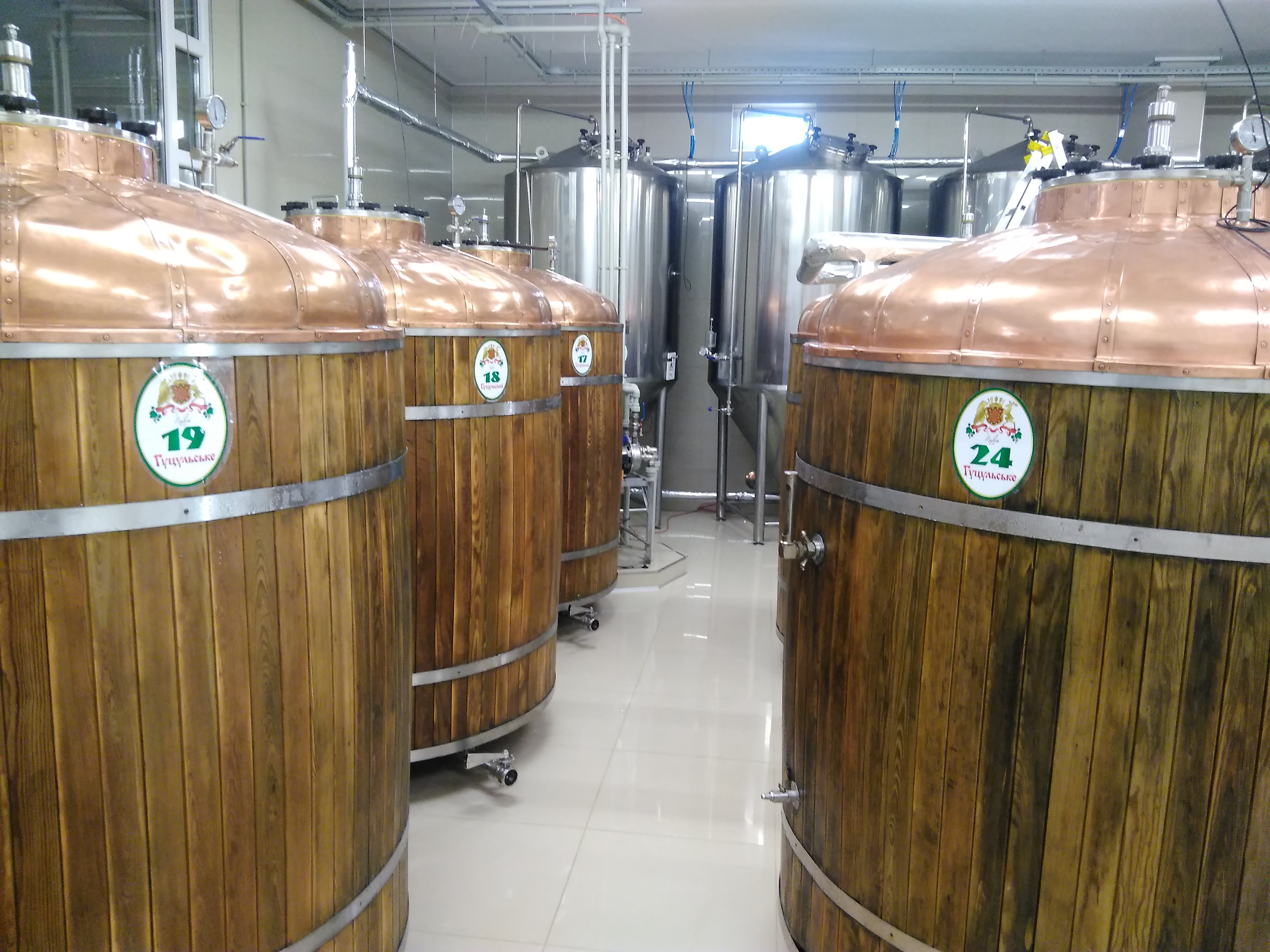
Зал дозрівання

Для варіння використовується варильне відділення, з ємностями для бродіння. Бродить сусло протягом 7 днів.
Дозріває пиво 14 днів у залі дозрівання пива.
Реалізація продукції у власній фірмовій крамниці броварні.

## Продукція
Випускається ряд сортів пива під торговельною маркою «Гуцульське»
- Світле
- Темне
- Медове
- Пшеничне
- Житнє
- Ягідне
- Шафран
- Безалкогольне

Медове пиво виготовлене з добавлянням меду з пасіки власника броварні.
До продукції броварні входить також квас Житній.